# Regina Shotaro
Regina Shotaro (* 10. September 1981) ist eine ehemalige mikronesische Sprinterin.

## Biografie
Regina Shotaro gehörte der mikronesischen Delegation bei deren olympischen Premiere bei den Sommerspielen 2000 an. Im 100-Meter-Rennen schied sie in ihrem Vorlauf aus. Sie war damit die erste mikronesische Leichtathletin in der olympischen Geschichte.